# Jean-Louis Tournadre
Jean-Louis Tournadre   (Clarmont d'Alvèrnia, 17 de novembre de 1958) és un antic pilot de motociclisme occità que va guanyar el Campionat del Món de 250cc de 1982 amb una Yamaha TZ250, esdevenint així el primer campió del món de motociclisme francès. Dos anys més tard, el seu compatriota Christian Sarron, també de Clarmont, va guanyar el mateix campionat.
Tournadre va guanyar el seu campionat per un sol punt d'avantatge envers Anton Mang després d'haver guanyat un sol Gran Premi durant la temporada, enfront dels cinc de l'alemany (Tournadre, però, va acumular prou podis per a compensar aquesta diferència). Aquella única victòria la va obtenir al Gran Premi de França, celebrat a Nogaro, on la majoria dels millors pilots, entre ells Mang i Carlos Lavado, van fer vaga per a protestar per la manca de seguretat del circuit.
El 1988, Tournadre va córrer a la ronda de Hockenheim del Campionat del Món de Superbike.

## Resultats al Mundial de motociclisme
Barem de puntuació de 1969 a 1987:
| Posició | 1  | 2  | 3  | 4 | 5 | 6 | 7 | 8 | 9 | 10 |
| Punts   | 15 | 12 | 10 | 8 | 6 | 5 | 4 | 3 | 2 | 1  |

(Ids. Grans Premis | Llegenda) (Curses en negreta indiquen pole; curses en  itàlica indiquen volta ràpida)
| Any  | Categoria | Equip          | 1      | 2      | 3      | 4      | 5      | 6      | 7      | 8     | 9      | 10     | 11     | 12    | Punts | Posició | Victòries |
| ---- | --------- | -------------- | ------ | ------ | ------ | ------ | ------ | ------ | ------ | ----- | ------ | ------ | ------ | ----- | ----- | ------- | --------- |
| 1980 | 250cc     | Yamaha         | NAT -  | ESP -  | FRA -  | YUG -  | NED -  | BEL -  | FIN -  | GBR - | CZE 10 | GER -  |        |       | 1     | 32è     | 0         |
| 1980 | 350cc     | Rieju          | NAT -  |        | FRA -  |        | NED -  |        |        | GBR 9 | CZE -  | GER 8  |        |       | 5     | 20è     | 0         |
| 1981 | 250cc     | Yamaha         | ARG -  | GER -  | NAT -  | FRA -  | ESP -  | NED -  | BEL 6  | SM 6  | GBR -  | FIN 4  | SWE 5  | CZE 3 | 34    | 7è      | 0         |
| 1982 | 250cc     | Yamaha         | FRA 1  | ESP 2  | NAT 3  | NED 2  | BEL 6  | YUG 3  | GBR 3  | SWE 4 | FIN 7  | CZE 2  | SM 2   | GER 4 | 118   | 1r      | 1         |
| 1983 | 250cc     | Sonauto-Yamaha | RSA NC | FRA NC | NAT NC | GER 14 | ESP 11 | AUT NC | YUG NC | NED - | BEL -  | GBR NC | SWE NC |       | 0     | -       | 0         |
| 1986 | 250cc     | Sonauto-Yamaha | ESP NC | NAT NC | GER NC | AUT NC | YUG NC | NED -  | BEL -  | FRA - | GBR NC | SWE NC | SM 16  |       | 0     | -       | 0         |